# Liste des cantons du Haut-Rhin

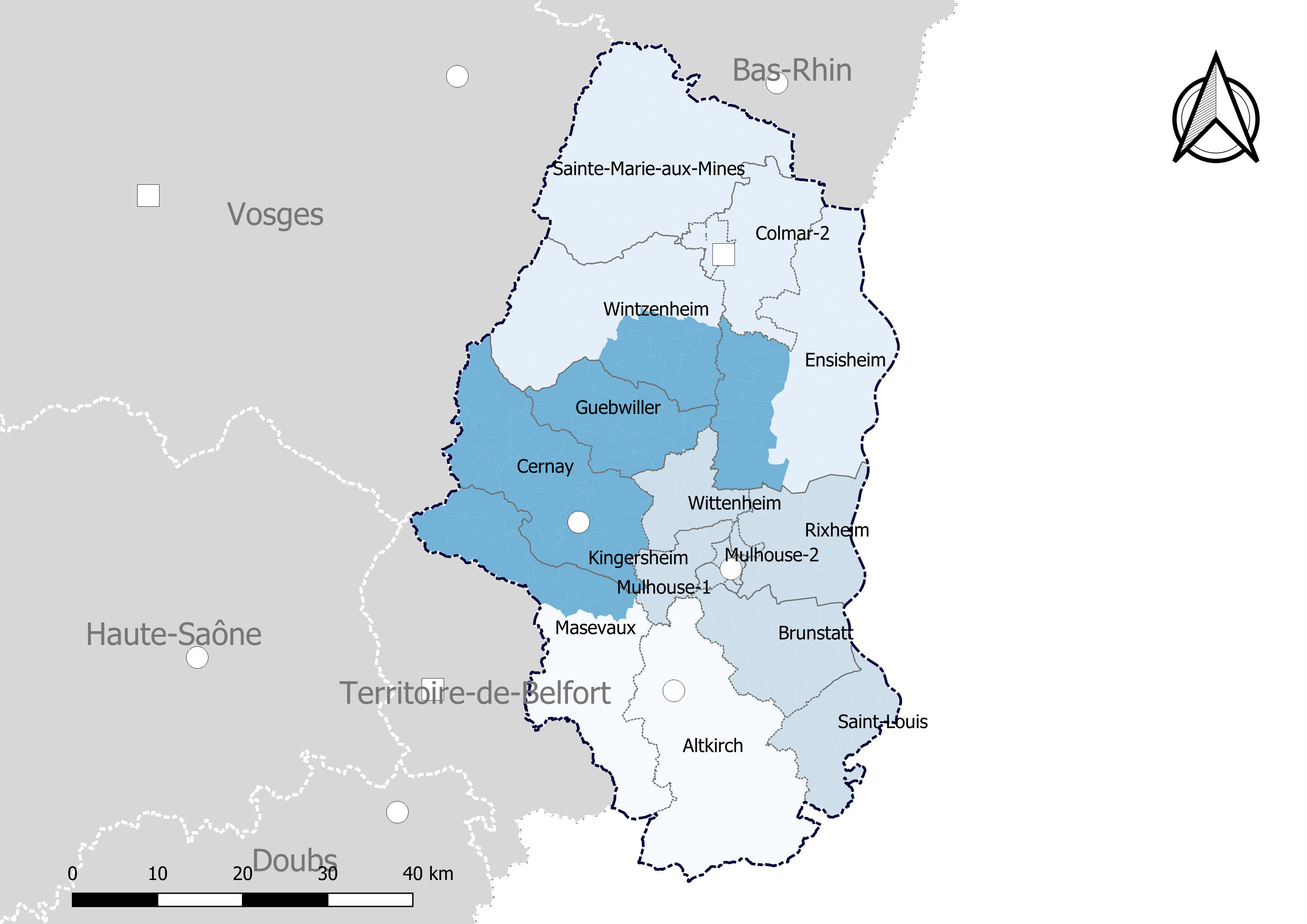
Découpage cantonal du Haut-Rhin, avec en surimpression les arrondissements (en nuances de bleu) - Carte arrêtée au 1er janvier 2019.

La circonscription administrative du Haut-Rhin compte 17 cantons depuis le redécoupage cantonal de 2014 (31 cantons auparavant).

## Histoire

### Découpage de 1795
C'est en 1795, après la disparition des districts, que sont créés les cantons. À l'origine le Haut-Rhin était composé des cantons suivants :
- canton d'Altkirch
- canton d'Ammerschwihr, fusionné avec le canton de Riquewihr dans le nouveau canton de Kaysersberg
- canton de Belfort, transféré dans le département du Territoire de Belfort en 1871
- canton de Colmar, scindé ensuite en canton de Colmar-Nord et canton de Colmar-Sud
- canton de Dannemarie
- canton de Delle, transféré dans le département du Territoire de Belfort en 1871
- canton d'Eguisheim qui disparait, englobé dans le canton de Wintzenheim
- canton d'Ensisheim
- canton de Fontaine, transféré dans le département du Territoire de Belfort en 1871
- canton de Giromagny, transféré dans le département du Territoire de Belfort en 1871
- canton de Habsheim
- canton de Hirsingue
- canton de Horbourg, devenu ensuite le canton d'Andolsheim
- canton de Huningue
- canton de Landser, devenu ensuite le canton de Sierentz
- canton de Lutterbach, devenu ensuite le canton de Wittenheim
- canton de Sainte-Marie-aux-Mines
- canton de Masevaux
- canton de Munster
- canton de Neuf-Brisach
- canton de Ferrette
- canton de Ribeauvillé
- canton de Riquewihr, fusionné avec le canton d'Ammerschwihr dans le nouveau canton de Kaysersberg
- canton de Rouffach
- canton de Saint-Amarin
- canton de Sainte-Croix-aux-Mines qui disparait, englobé dans le canton de Sainte-Marie-aux-Mines
- canton de Lapoutroie
- canton de Cernay
- canton de Soultz
- canton de Thann
- canton de Turckheim, devenu ensuite le canton de Wintzenheim

### Découpage cantonal avant 2015
Liste des 31 cantons du département du Haut-Rhin, par arrondissement :
- arrondissement d'Altkirch (4 cantons - sous-préfecture : Altkirch) :
canton d'Altkirch - canton de Dannemarie - canton de Ferrette - canton de Hirsingue
- arrondissement de Colmar (6 cantons - préfecture : Colmar) :
canton d'Andolsheim - canton de Colmar-Nord - canton de Colmar-Sud - canton de Munster - canton de Neuf-Brisach - canton de Wintzenheim
- arrondissement de Guebwiller (4 cantons - sous-préfecture : Guebwiller) :
canton d'Ensisheim - canton de Guebwiller - canton de Rouffach - canton de Soultz-Haut-Rhin
- arrondissement de Mulhouse (9 cantons - sous-préfecture : Mulhouse) :
canton de Habsheim - canton de Huningue - canton d'Illzach - canton de Mulhouse-Est - canton de Mulhouse-Nord - canton de Mulhouse-Ouest - canton de Mulhouse-Sud - canton de Sierentz - canton de Wittenheim
- arrondissement de Ribeauvillé (4 cantons - sous-préfecture : Ribeauvillé) :
canton de Kaysersberg - canton de Lapoutroie - canton de Ribeauvillé - canton de Sainte-Marie-aux-Mines
- arrondissement de Thann (4 cantons - sous-préfecture : Thann) :
canton de Cernay - canton de Masevaux - canton de Saint-Amarin - canton de Thann

Il n'y a pas d'homonymies pour les cantons de Dannemarie, de Munster et de Cernay, même si chacune des communes chefs-lieux a un ou plusieurs homonymes.

### Découpage cantonal depuis 2015
Dans la poursuite de la réforme territoriale engagée en 2010, l'Assemblée nationale adopte définitivement le 17 avril 2013 la réforme du mode de scrutin pour les élections départementales destinée à garantir la parité hommes/femmes. Les lois (loi organique 2013-402 et loi 2013-403) sont promulguées le 17 mai 2013. Un nouveau découpage territorial est défini par décret du 21 février 2014 pour le département du Haut-Rhin. Celui-ci entre en vigueur lors du premier renouvellement général des assemblées départementales suivant la publication du décret, soit en mars 2015. Les conseillers départementaux sont élus au scrutin majoritaire binominal mixte. Les électeurs de chaque canton éliront au Conseil départemental, nouvelle appellation des Conseils généraux, deux membres de sexe différent, qui se présenteront en binôme de candidats. Les conseillers départementaux seront élus pour 6 ans au scrutin binominal majoritaire à deux tours, l'accès au second tour nécessitant 10 % des inscrits au 1er tour. En outre la totalité des conseillers départementaux est renouvelée.
Ce nouveau mode de scrutin nécessite un redécoupage des cantons dont le nombre est divisé par deux avec arrondi à l'unité impaire supérieure si ce nombre n'est pas entier impair et avec des conditions de seuils minimaux. Dans le Haut-Rhin le nombre de cantons passe ainsi de 31 à 17.
Les critères du remodelage cantonal sont les suivants : le territoire de chaque canton doit être défini sur des bases essentiellement démographiques, le territoire de chaque canton doit être continu et les communes de moins de 3 500 habitants sont entièrement comprises dans le même canton. Il n’est fait référence, ni aux limites des arrondissements, ni à celles des circonscriptions législatives.
Conformément à de multiples décisions du Conseil constitutionnel depuis 1985 et notamment sa décision no 2010-618 DC du 9 décembre 2010, il est admis que le principe d’égalité des électeurs au regard des critères démographiques est respecté lorsque le ratio conseiller/habitant de la circonscription est compris dans une fourchette de 20 % de part et d'autre du ratio moyen conseiller/habitant du département. Pour le département du Haut-Rhin, la population de référence est la population légale en vigueur au 1er janvier 2013, à savoir la population millésimée 2010, soit 749 782 habitants. Avec 17 cantons la population moyenne par conseiller départemental est de 44 105 habitants. Ainsi la population de chaque nouveau canton doit-elle être comprise entre 35 284 habitants et 52 926 habitants pour respecter le principe de l'égalité citoyenne au vu des critères démographiques.

## Composition actuelle

### Composition détaillée
| N° | Nom du canton          | Bureau centralisateur  | Population (2022) | Nombre de communes    | Communes composant le canton |
| -- | ---------------------- | ---------------------- | ----------------- | --------------------- | --- |
| 1  | Altkirch               | Altkirch               | 47 603            | 64                    | Altkirch, Aspach, Bendorf, Berentzwiller, Bettendorf, Bettlach, Biederthal, Bisel, Bouxwiller, Carspach, Courtavon, Durlinsdorf, Durmenach, Emlingen, Feldbach, Ferrette, Fislis, Franken, Frœningen, Hausgauen, Heidwiller, Heimersdorf, Heiwiller, Hirsingue, Hirtzbach, Hochstatt, Hundsbach, Illfurth, Illtal, Jettingen, Kiffis, Kœstlach, Levoncourt, Liebsdorf, Ligsdorf, Linsdorf, Lucelle, Luemschwiller, Lutter, Mœrnach, Muespach, Muespach-le-Haut, Oberlarg, Obermorschwiller, Oltingue, Raedersdorf, Riespach, Roppentzwiller, Ruederbach, Saint-Bernard, Schwoben, Sondersdorf, Spechbach, Steinsoultz, Tagolsheim, Tagsdorf, Vieux-Ferrette, Waldighofen, Walheim, Werentzhouse, Willer, Winkel, Wittersdorf, Wolschwiller.                                  |
| 2  | Brunstatt-Didenheim    | Brunstatt-Didenheim    | 42 899            | 27                    | Bartenheim, Brinckheim, Bruebach, Brunstatt-Didenheim, Dietwiller, Eschentzwiller, Flaxlanden, Geispitzen, Helfrantzkirch, Kappelen, Kembs, Kœtzingue, Landser, Magstatt-le-Bas, Magstatt-le-Haut, Rantzwiller, Schlierbach, Sierentz, Steinbrunn-le-Bas, Steinbrunn-le-Haut, Stetten, Uffheim, Wahlbach, Waltenheim, Zaessingue, Zillisheim, Zimmersheim. |
| 3  | Cernay                 | Cernay                 | 49 543            | 31                    | Aspach-le-Bas, Aspach-Michelbach, Bitschwiller-lès-Thann, Bourbach-le-Bas, Bourbach-le-Haut, Cernay, Fellering, Geishouse, Goldbach-Altenbach, Husseren-Wesserling, Kruth, Leimbach, Malmerspach, Mitzach, Mollau, Moosch, Oderen, Rammersmatt, Ranspach, Roderen, Saint-Amarin, Schweighouse-Thann, Steinbach, Storckensohn, Thann, Uffholtz, Urbès, Vieux-Thann, Wattwiller, Wildenstein, Willer-sur-Thur. |
| 4  | Colmar-1               | Colmar                 | 42 916            | 1 + fraction Colmar   | 1. La commune suivante : Ingersheim. 2. La partie de la commune de Colmar située à l'ouest d'une ligne définie par l'axe des voies et limites suivantes : depuis la limite territoriale de la commune de Wettolsheim, ligne de chemin de fer de Strasbourg à Bâle, rue d'Altkirch, route de Rouffach, place de la Gare, rue Georges-Lasch, rue de la Gare, rue des Trois-Épis, rue du Jura, route d'Ingersheim, rue des Papeteries, rue Henry-Wilhelm, rue de la Cavalerie, rue du Ladhof, rue Gustave-Umbdenstock, rue Frédéric-Kuhlmann, rue Ludwig-van-Beethoven, rue Charles-Marie-Widor, rue du Ladhof, avenue Joseph-Rey, route de Strasbourg, jusqu'à la limite territoriale de la commune d'Houssen.                                                                 |
| 5  | Colmar-2               | Colmar                 | 53 417            | 12 + fraction Colmar  | 1. Les communes suivantes : Andolsheim, Bischwihr, Fortschwihr, Grussenheim, Horbourg-Wihr, Houssen, Jebsheim, Muntzenheim, Porte du Ried, Sainte-Croix-en-Plaine, Sundhoffen, Wickerschwihr. 2. La partie de la commune de Colmar non incluse dans le canton de Colmar-1. |
| 6  | Ensisheim              | Ensisheim              | 50 379            | 38                    | Algolsheim, Appenwihr, Artzenheim, Balgau, Baltzenheim, Biesheim, Biltzheim, Blodelsheim, Dessenheim, Durrenentzen, Ensisheim, Fessenheim, Geiswasser, Heiteren, Hettenschlag, Hirtzfelden, Kunheim, Logelheim, Meyenheim, Munchhouse, Munwiller, Nambsheim, Neuf-Brisach, Niederentzen, Niederhergheim, Oberentzen, Oberhergheim, Obersaasheim, Réguisheim, Roggenhouse, Rustenhart, Rumersheim-le-Haut, Urschenheim, Vogelgrun, Volgelsheim, Weckolsheim, Widensolen, Wolfgantzen. |
| 7  | Guebwiller             | Guebwiller             | 35 706            | 18                    | Bergholtz, Bergholtzzell, Buhl, Guebwiller, Hartmannswiller, Issenheim, Jungholtz, Lautenbach, Lautenbachzell, Linthal, Merxheim, Murbach, Orschwihr, Raedersheim, Rimbach-près-Guebwiller, Rimbachzell, Soultz-Haut-Rhin, Wuenheim. |
| 8  | Kingersheim            | Kingersheim            | 41 801            | 8                     | Galfingue, Heimsbrunn, Kingersheim, Lutterbach, Morschwiller-le-Bas, Pfastatt, Reiningue, Richwiller. |
| 9  | Masevaux-Niederbruck   | Masevaux-Niederbruck   | 38 245            | 59                    | Altenach, Ballersdorf, Balschwiller, Bellemagny, Bernwiller, Bréchaumont, Bretten, Buethwiller, Burnhaupt-le-Bas, Burnhaupt-le-Haut, Chavannes-sur-l'Étang, Dannemarie, Diefmatten, Dolleren, Églingen, Elbach, Éteimbes, Falkwiller, Friesen, Fulleren, Gildwiller, Gommersdorf, Guevenatten, Guewenheim, Hagenbach, Hecken, Hindlingen, Kirchberg, Largitzen, Lauw, Le Haut Soultzbach, Magny, Manspach, Masevaux-Niederbruck, Mertzen, Montreux-Jeune, Montreux-Vieux, Mooslargue, Oberbruck, Pfetterhouse, Retzwiller, Rimbach-près-Masevaux, Romagny, Saint-Cosme, Saint-Ulrich, Sentheim, Seppois-le-Bas, Seppois-le-Haut, Sewen, Sickert, Soppe-le-Bas, Sternenberg, Strueth, Traubach-le-Bas, Traubach-le-Haut, Ueberstrass, Valdieu-Lutran, Wegscheid, Wolfersdorf. |
| 10 | Mulhouse-1             | Mulhouse               | 39 122            | fraction Mulhouse     | Partie de la commune de Mulhouse située à l'ouest d'une ligne définie par l'axe des voies et limites suivantes : depuis la limite territoriale de la commune de Pfastatt, rue Oscar-Lesage, rue de Pfastatt, rue de Strasbourg, quai de la Cloche, avenue Aristide-Briand, boulevard du Président-Roosevelt, rue de l'Arsenal, rue de la Loi, rue de la Synagogue, place de la Paix, rue de la Sinne, porte du Miroir, quai d'Oran, canal du Rhône au Rhin, jusqu'à la limite territoriale de la commune de Brunstatt. |
| 11 | Mulhouse-2             | Mulhouse               | 39 843            | fraction Mulhouse     | partie de la commune de Mulhouse située au nord d'une ligne définie par l'axe des voies et limites suivantes : depuis la limite territoriale de la commune de Pfastatt, rue Oscar-Lesage, rue de Pfastatt, rue de Strasbourg, quai de la Cloche, avenue Aristide-Briand, boulevard du Président-Roosevelt, avenue du Président-Kennedy, boulevard de l'Europe, rue du Nordfeld, allée Nathan-Katz, rue du Nouveau-Bassin, avenue Roger-Salengro, ancien chemin de Modenheim, avenue Alphonse-Juin, rue Lefèbvre, avenue du Repos, jusqu'à la limite territoriale de la commune d'Illzach. |
| 12 | Mulhouse-3             | Mulhouse               | 41 074            | 1 + fraction Mulhouse | 1. La commune suivante : Illzach. 2. La partie de la commune de Mulhouse non incluse dans les cantons de Mulhouse-1 et de Mulhouse-2. |
| 13 | Rixheim                | Rixheim                | 48 872            | 12                    | Baldersheim, Bantzenheim, Battenheim, Chalampé, Habsheim, Hombourg, Niffer, Ottmarsheim, Petit-Landau, Riedisheim, Rixheim, Sausheim. |
| 14 | Saint-Louis            | Saint-Louis            | 59 087            | 21                    | Attenschwiller, Blotzheim, Buschwiller, Folgensbourg, Hagenthal-le-Bas, Hagenthal-le-Haut, Hégenheim, Hésingue, Huningue, Knœringue, Leymen, Liebenswiller, Michelbach-le-Bas, Michelbach-le-Haut, Neuwiller, Ranspach-le-Bas, Ranspach-le-Haut, Rosenau, Saint-Louis, Village-Neuf, Wentzwiller. |
| 15 | Sainte-Marie-aux-Mines | Sainte-Marie-aux-Mines | 43 309            | 28                    | Ammerschwihr, Aubure, Beblenheim, Bennwihr, Bergheim, Le Bonhomme, Fréland, Guémar, Hunawihr, Illhaeusern, Katzenthal, Kaysersberg Vignoble, Labaroche, Lapoutroie, Lièpvre, Mittelwihr, Orbey, Ostheim, Ribeauvillé, Riquewihr, Rodern, Rombach-le-Franc, Rorschwihr, Saint-Hippolyte, Sainte-Croix-aux-Mines, Sainte-Marie-aux-Mines, Thannenkirch, Zellenberg. |
| 16 | Wintzenheim            | Wintzenheim            | 49 677            | 35                    | Breitenbach-Haut-Rhin, Éguisheim, Eschbach-au-Val, Griesbach-au-Val, Gueberschwihr, Gundolsheim, Gunsbach, Hattstatt, Herrlisheim-près-Colmar, Hohrod, Husseren-les-Châteaux, Luttenbach-près-Munster, Metzeral, Mittlach, Muhlbach-sur-Munster, Munster, Niedermorschwihr, Obermorschwihr, Osenbach, Pfaffenheim, Rouffach, Sondernach, Soultzbach-les-Bains, Soultzeren, Soultzmatt, Stosswihr, Turckheim, Vœgtlinshoffen, Walbach, Wasserbourg, Westhalten, Wettolsheim, Wihr-au-Val, Wintzenheim, Zimmerbach. |
| 17 | Wittenheim             | Wittenheim             | 44 307            | 9                     | Berrwiller, Bollwiller, Feldkirch, Pulversheim, Ruelisheim, Staffelfelden, Ungersheim, Wittelsheim, Wittenheim. |
|    |                        |                        | 767 800           | 366                   | |

### Répartition par arrondissement
Contrairement à l'ancien découpage où chaque canton était inclus à l'intérieur d'un seul arrondissement, le nouveau découpage territorial s'affranchit des limites des arrondissements. Certains cantons peuvent être composés de communes appartenant à des arrondissements différents. Dans le département du Haut-Rhin, c'est le cas de trois cantons (Ensisheim, Masevaux et Wintzenheim).
Le tableau suivant présente la répartition par arrondissement :
| N° | Canton                 | Altkirch | Colmar-Ribeauvillé   | Mulhouse              | Thann-Guebwiller | Total                 |
| -- | ---------------------- | -------- | -------------------- | --------------------- | ---------------- | --------------------- |
| 1  | Altkirch               | 64       |                      |                       |                  | 64                    |
| 2  | Brunstatt              |          |                      | 27                    |                  | 27                    |
| 3  | Cernay                 |          |                      |                       | 31               | 31                    |
| 4  | Colmar-1               |          | 1 + fraction Colmar  |                       |                  | 1 + fraction Colmar   |
| 5  | Colmar-2               |          | 12 + fraction Colmar |                       |                  | 12 + fraction Colmar  |
| 6  | Ensisheim              |          | 22                   |                       | 16               | 38                    |
| 7  | Guebwiller             |          |                      |                       | 18               | 18                    |
| 8  | Kingersheim            |          |                      | 8                     |                  | 8                     |
| 9  | Masevaux               | 44       |                      |                       | 15               | 59                    |
| 10 | Mulhouse-1             |          |                      | fraction Mulhouse     |                  | fraction Mulhouse     |
| 11 | Mulhouse-2             |          |                      | fraction Mulhouse     |                  | fraction Mulhouse     |
| 12 | Mulhouse-3             |          |                      | 1 + fraction Mulhouse |                  | 1 + fraction Mulhouse |
| 13 | Rixheim                |          |                      | 12                    |                  | 12                    |
| 14 | Saint-Louis            |          |                      | 21                    |                  | 21                    |
| 15 | Sainte-Marie-aux-Mines |          | 28                   |                       |                  | 28                    |
| 16 | Wintzenheim            |          | 27                   |                       | 8                | 35                    |
| 17 | Wittenheim             |          |                      | 9                     |                  | 9                     |
|    |                        | 108      | 91                   | 79                    | 88               | 366                   |